# National Museum of Funeral History

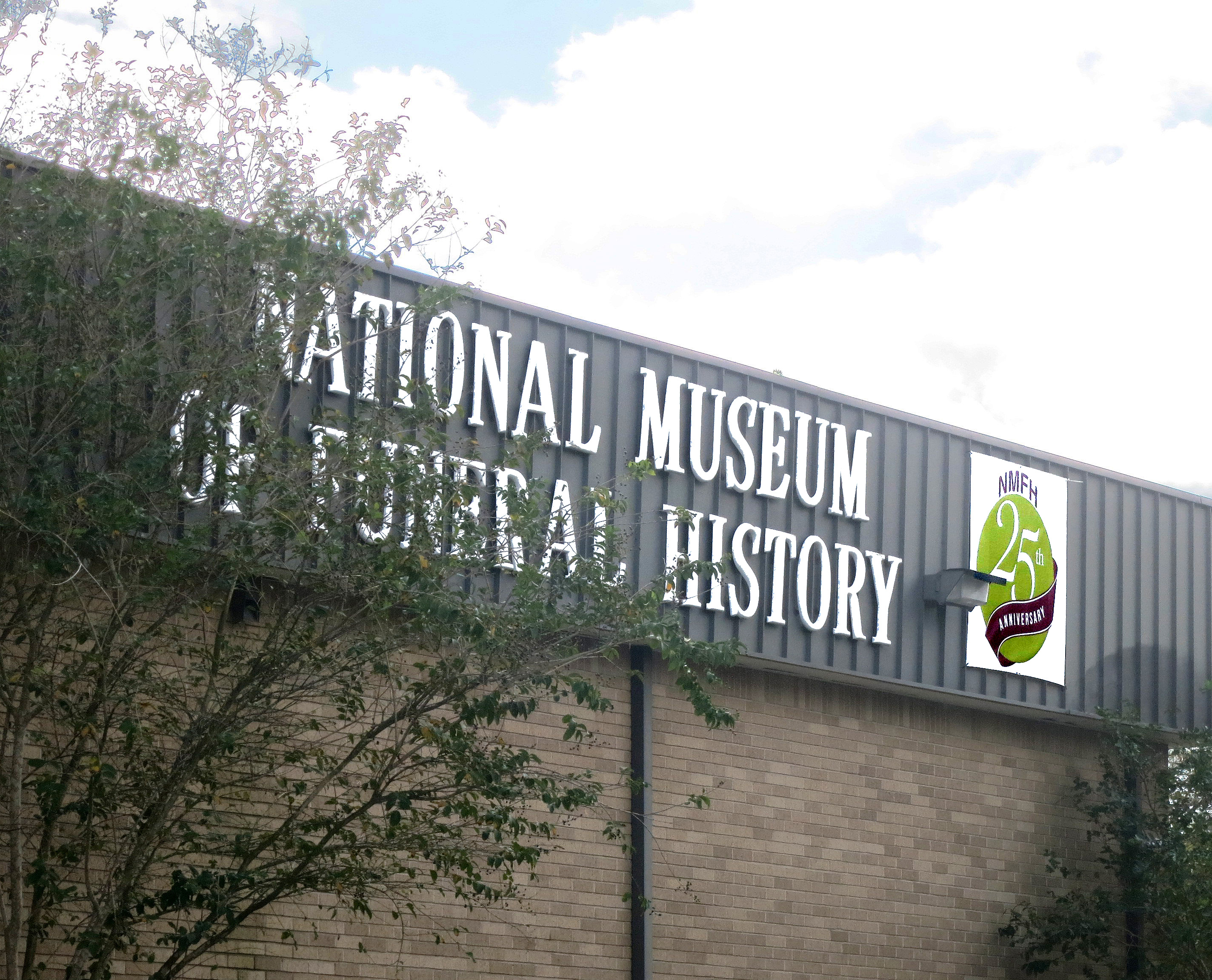
National Museum of Funeral History

Das National Museum of Funeral History ist ein Museum in Houston, Texas, das eine Sammlung von Artefakten und Reliquien enthält mit dem Ziel, „die Öffentlichkeit zu bilden und das bestattungskulturelle Erbe zu erhalten“. Das Museum hat eine Ausstellungsfläche von 31.000 Quadratmeter und wurde 1992 eröffnet.